# Guild of Music Supervisors Awards
Guild of Music Supervisors Awards é uma condecoração anual que premia supervisores musicais em quatorze categorias, representando cinema, televisão, jogos e trailers. Compton, Carol e Furious 7 foram os principais vencedores da primeira cerimônia, ocorrida em 2016. Em 2017, La La Land foi o grande destaque. A cerimônia é sediada no Ace Hotel Los Angeles.